# 塞琉古环形山
塞琉古环形山（Seleucus）是位于月球正面风暴洋西部的一座大撞击坑，约形成于38-32亿年前的晚雨海世，其名称取自古巴比伦哲学家暨天文学家塞琉西亚的塞琉古（约公元前190年左右），1935年被国际天文学联合会批准接受。

## 描述

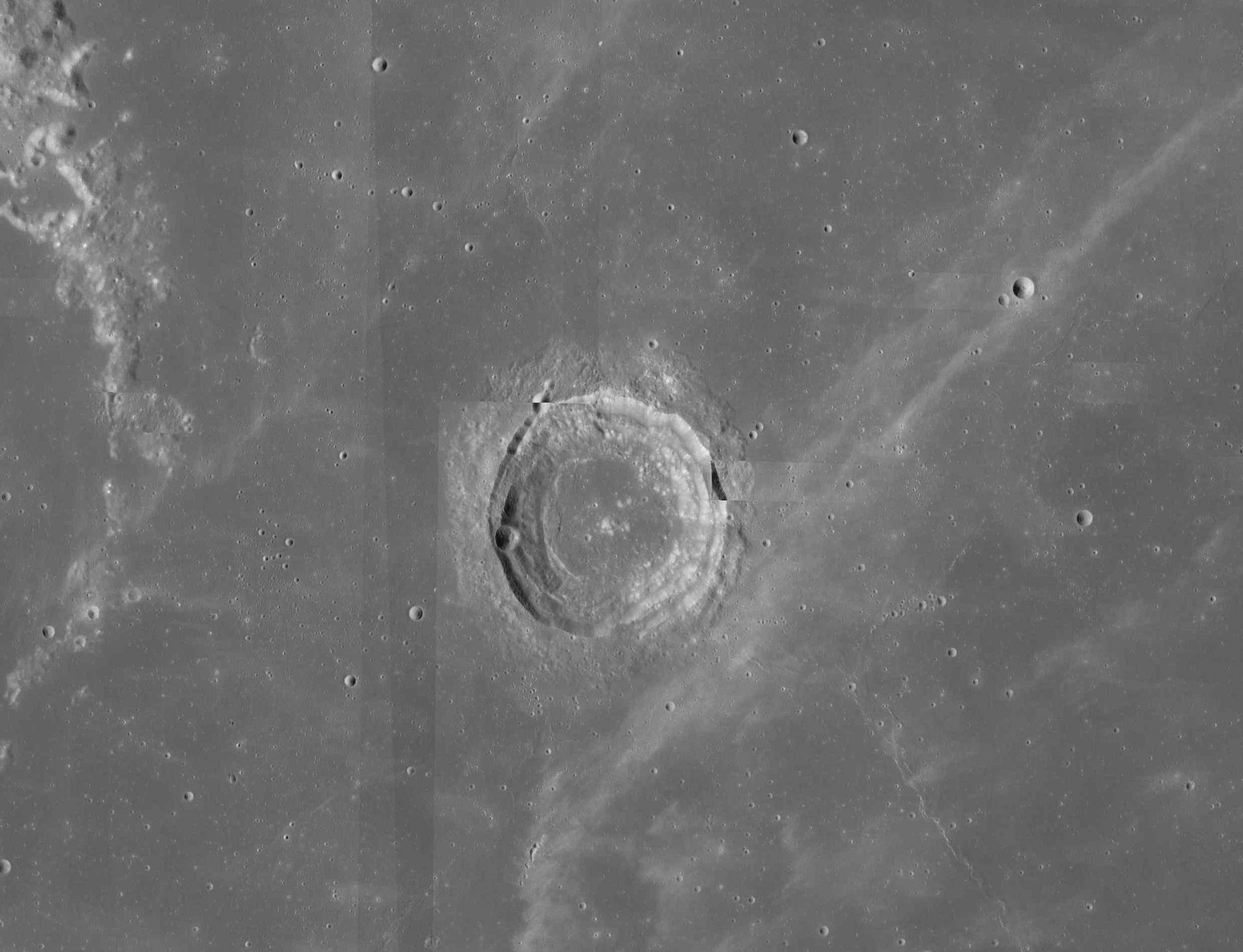
塞琉古环形山的周边，月球勘测轨道飞行器拍摄。

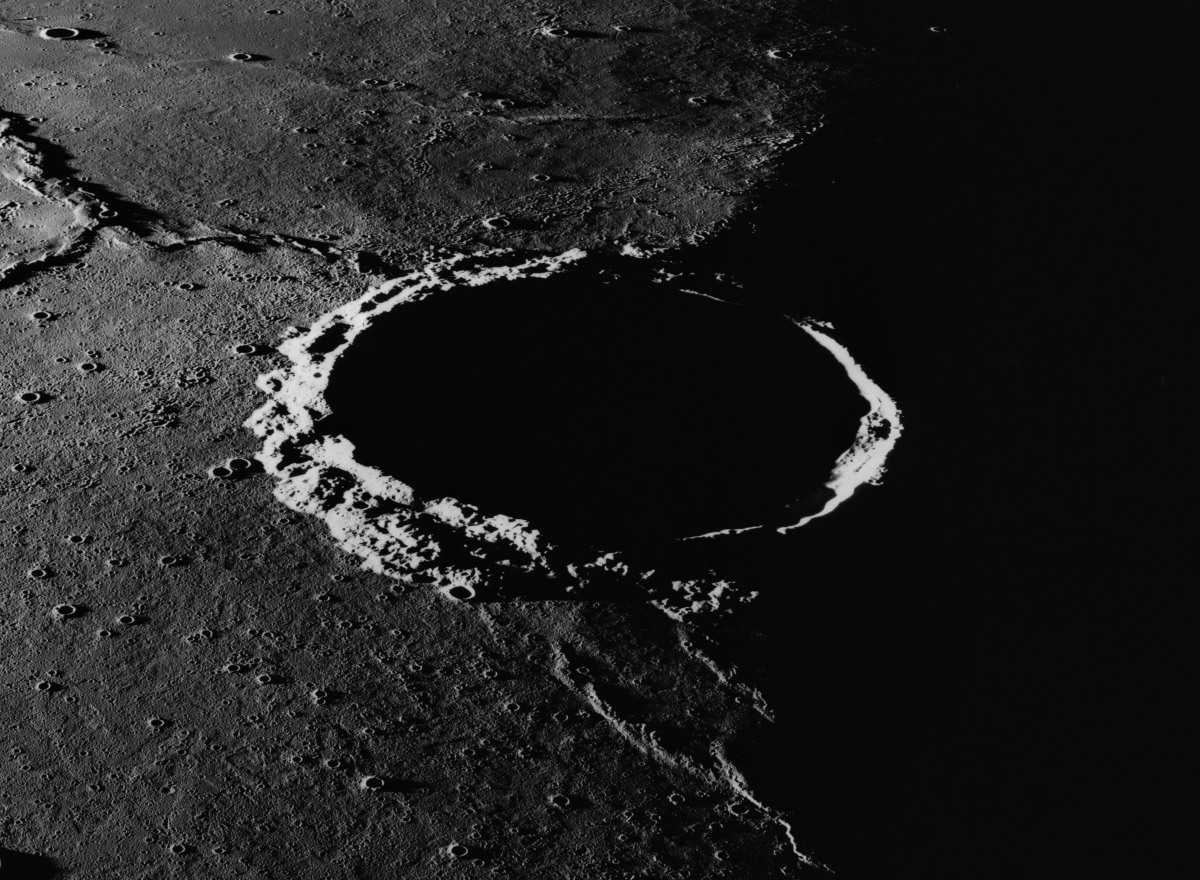
阿波罗15号拍摄的位于晨昏圈上的塞琉古环形山南向斜视图

该陨坑西侧毗邻已被熔岩淹没的环壁平原残迹-爱丁顿环形山、西北偏北靠近布里格斯陨石坑、斯基亚帕雷利陨石坑位于它的东北偏东、西南则坐落了克拉夫特环形山。该陨坑中心月面坐标为21°05′N 66°40′W / 21.09°N 66.66°W，直径45.0公里，深度约2.87公里。
塞琉古环形山外观圆状，南侧端已崩塌凹陷，坑壁边缘清晰，几乎未受到侵蚀。该陨坑外侧垒较纤薄，而内侧壁带有醒目的阶地状结构，其中西侧壁上坐落了一座杯状的小陨坑，沿坡底蜿蜒着一道与坑壁平行的沟壑。该环形山坑壁高出周边地形1060米，内部容积约有1400立方千米。坑内地表南部崎岖，而北部相对较平坦。坑底中心坐落了一座高约260米的中央峰，它的东侧也分布有数座小山丘。一道来自西南500公里格鲁什科陨石坑的明亮射纹束，掠过了塞琉古环形山的东南坑壁。基于此，该陨坑也被月球及行星观测者协会（ALPO）错误地列入了《带有明亮射纹系统的撞击坑列表》。
塞琉古环形山狭窄的外壁以及月海所环绕的陡峭突兀的坡面，反映了风暴洋最后一次的熔岩泛滥发生于该陨坑形成之后，因此，该陨坑比周边最年轻(最上层)的月海玄武岩更古老。

## 卫星陨石坑
按惯例，最靠近塞琉古环形山的卫星坑将在月图上以字母标注在它的中心点旁边。

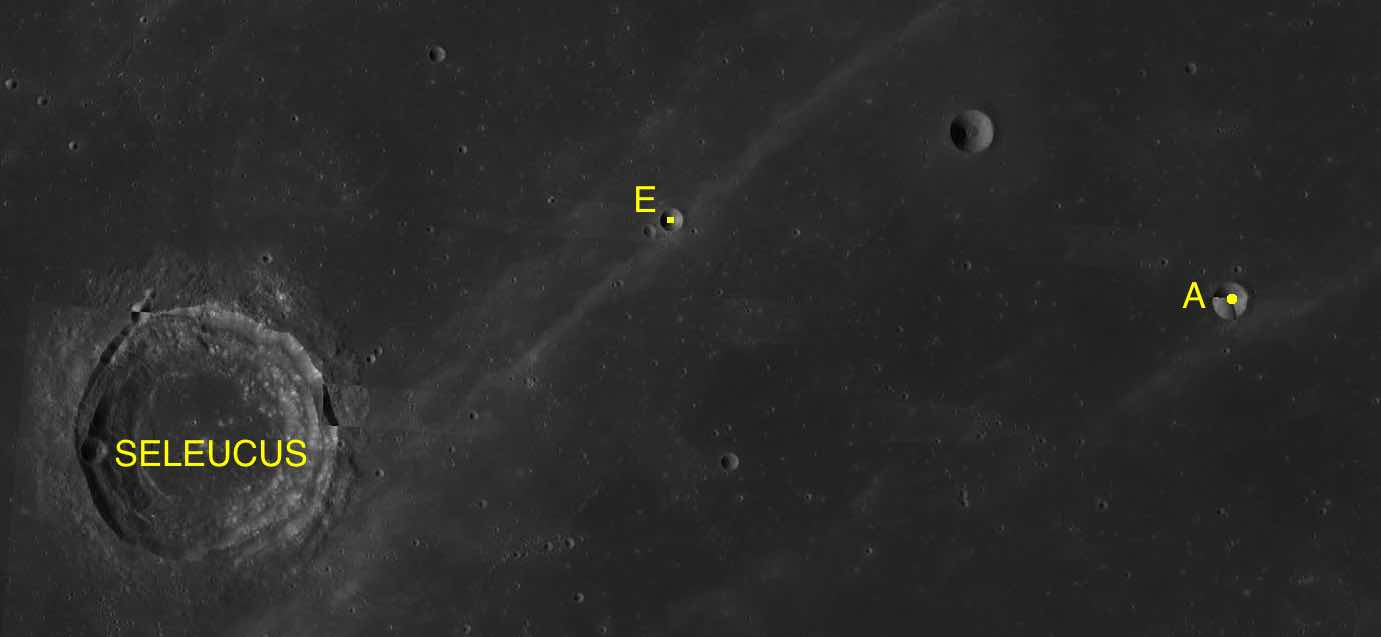
LAC-38 区域图

| 塞琉古 | 纬度    | 经度    | 直径   |
| ------ | ------- | ------- | ------ |
| A      | 22.0° N | 60.5° W | 6 公里 |
| E      | 22.4° N | 63.9° W | 4 公里 |

## 探测器着陆点
1966年12月24日，苏联空间探测器月球13号成功降落在距塞琉古环形山东南偏东约120公里处，月面坐标点 18°31′N 62°02′W / 18.52°N 62.04°W。

## 另请参阅
- Andersson, L. E.; Whitaker, E. A. . NASA RP-1097. 1982.
- Blue, Jennifer. . USGS. July 25, 2007  [2007-08-05]. （原始内容存档于2018-12-25）.
- Bussey, B.; Spudis, P. . New York: Cambridge University Press. 2004. ISBN 978-0-521-81528-4.
- Cocks, Elijah E.; Cocks, Josiah C. . Tudor Publishers. 1995. ISBN 978-0-936389-27-1.
- McDowell, Jonathan. . Jonathan's Space Report. July 15, 2007  [2007-10-24]. （原始内容存档于2018-12-25）.
- Menzel, D. H.; Minnaert, M.; Levin, B.; Dollfus, A.; Bell, B. . Space Science Reviews. 1971, 12 (2): 136–186. Bibcode:1971SSRv...12..136M. doi:10.1007/BF00171763.
- Moore, Patrick. . Sterling Publishing Co. 2001. ISBN 978-0-304-35469-6.
- Price, Fred W. . Cambridge University Press. 1988. ISBN 978-0-521-33500-3.
- Rükl, Antonín. . Kalmbach Books. 1990. ISBN 978-0-913135-17-4.
- Webb, Rev. T. W.  6th revised. Dover. 1962. ISBN 978-0-486-20917-3.
- Whitaker, Ewen A. . Cambridge University Press. 1999. ISBN 978-0-521-62248-6.
- Wlasuk, Peter T. . Springer. 2000. ISBN 978-1-85233-193-1.